# Kostel svaté Kateřiny (Vilémov)
Kostel svaté Kateřiny Alexandrijské je farní kostel ve Vilémově zasvěcený svaté Kateřině Alexandrijské vystavěný na objednávku majitele chudobínského panství Františka Reginalda hraběte z Andlern-Wittenu v barokním slohu v roce 1758. Kostel je zapsán na seznam kulturních památek ČR.

## Architektura
Jde o prostou orientovanou jednolodní podélnou stavbu s půlkruhovým kněžištěm. Loď má obdélníkový půdorys, nad odsazeným vstupem se v ose stavby zvedá vysoká věž z roku 1908. Na prostorné a nezastavěné návsi, svažující se od západu k východu, je kostel působivou dominantou.